# EnergiMidt
EnergiMidt a.m.b.a. var et dansk forsynings- og bredbåndsselskab for 176.000 kunder i det midtjyske område fra Limfjorden til Jelling. Selskabsformen var et andelsselskab. Virksomhedens kunder havde indflydelse gennem et repræsentantskab med 100 medlemmer. Hovedsædet var i Silkeborg. EnergiMidt omsatte for ca. 2,1 milliarder kroner i 2011.
EnergiMidt opstod ved en fusion i 2002. EnergiMidt har siden 2005 ligesom mange andre danske elselskaber arbejdet på at etablere et fiberbredbåndsnet i sit forsyningsområde. I 2008 blev EnergiMidt et multiforsyningsselskab med købet af EnergiGruppen Jyllands vand- og varmeselskaber. Vandaktiviteterne er siden solgt til Herning Vand og EnergiMidts aktiviteter og kompetencer inkluderer dermed varmeforsyning.
I 2013 fusionerede EnergiMidt og ELRO, stadig under navnet EnergiMidt. I 2016 fusionerede EnergiMidt og Himmerlands Elforsyning (HEF) til Eniig. I 2019 fusionerede Eniig med SE og blev til Norlys.